# Plavi orkestar
A Plavi orkestar (magyarul: Kék zenekar) egy Jugoszláv pop zenekar Szarajevóból. A Bandát 1983-ban alapította Saša Lošić, az együttes énekese és dalszerzője. A Banda a mai napig népszerű maradt hét albummal.

## Tagok
- Saša Lošić [Loša] (vokál)
- Mladen Pavičić [Pava] (gitár, billentyűsok, 1983-92)
- Samir Ćeremida [Ćera I] (basszus)
- Admir Ćeremida [Ćera II] (dob)
- Saša Zalepugin (gitár, 1997-jelenleg)

## Történetük
1981-ben Szarajevóban, a 16 éves gimnázista Saša Lošić megalapította Ševin orkestar nevű zenekarát amiben Srđan Krošnjar lett a gitáros, Gordan Džamonja basszus gitáros, és Admir "Ćera II" Ćeramidával dobos. A következő évben Plavi orkestar-ra változtatták nevüket, mivel egyhasonló, Ševe nevű együttes ugyan csak volt akkoriban a városban.
Nem sokkal azután Lošić iskolát váltott; a Harmadik szarajevói gimnáziumból az Első szarajevói gimnáziumba, ahol találkozott a gitáros Mladen "Pava" Pavičićcsel, akinek már volt bizonyos mértékű zenei tapasztalata, miután egy Rock Apoteka nevű zenekarban játszott. 1981-ben Pavičić már zenélt Omladinski fesztiválon, Szabadkán a Super 98-cal (a Rock Apoteka következő megtestesülésével), mielőtt a Mali Princ nevű pop zenekarra váltott volna, hogy utána a Pauk-ban kössön ki, akikkel felvett egy albumot, a Mumije lažu-t, amit 1982-ben adtak ki. Miután a Pauk, Zavidovići zenekar volt, a tinédzser Pavičićnak ez azt jelentette, hogy minden hétvégén utaznia kellett a próbákra, amiért a szülei nem voltak oda, így meggyőzték, hogy lépjen ki. Ezek után már csak pár kisebb zenekarban játszott.
Bár Pava és Loša jól kijöttek egymással találkozásuk kezdetétől fogva, Pava csak 1983-ban csatlakozott Loša zenekarába. Amint megérkezett a Plavi orkestarba a zeneileg sokkal tapasztaltabb Pava, elrendezte, hogy a gitáros Krošnjar, és a dobos Džamonja ki legyen téve, mivel úgy tűnt ők nem eléggé elkötelezettekneka zenélésben. 1983 nyara előtt, Samir "Ćera I" Ćeramida csatlakozott a zenekarhoz, mint Džamonja helyettesítője.

### A kezdet
Ez az a pont ahol a zenekar tevékenysége sokkal komolyabbá vált, és ezt tartják a zenekar igazi kezdetének. Elkezdtek előzenekaraként feltűnni nagy turnézó Jugoszláv zenekarok fellépésein, mint a Riblja Čorba és Leb i Sol. ami miatt a sajtó figyelmébe kerültek. Habár a vélemények és közlemények kegyetlenek voltak, amit Loša kissé túl komolyan vett, és még egy ideig ki is akart lépni a zeneiparból, a más zenekarok tagjai közt lévő lelkesedés visszahozta, és elkötelezte magát a pop balladák írása mellett. Legtöbbjüket akkortájt egy lány iránt érzett viszonzatlan szerelme inspirálta. 1983 nyarán tartottak egy fellépést egy Trasa (ejsd: trasza) nevű szarajevói klubban, ahol feltűntek a Laboratorija Zvuka-s Bata Vraneševićnek, aki észrevette a potenciálukat, és meghívta őket Belgrádba hanganyag felvevésre. 1983 szeptemberében mielőtt a katonai szolgálatra mentek volna, még egyszer felléptek a Trasában. Másnap már a vonaton voltak Belgrád felé, ahol az Enco Lesić's stúdiójában felvettek három dalt – a "Soldatski bal"-t, a "Goodbye Teens"-t, és a "Suada"-t – hogy a későbbiekben majd felhasználják őket.
Ezután a zenekar mind a négy tagja elment a kötelező sorkatonaiszolgálatába. Egy évvel később, 1984-ben visszatértek Szarajevóba, ahol előadó társaik, például Zabranjeno Pušenje, nem rég debütált albumaik sikerét élvezték. Loša és Pava értek haza elsőként, így csapatuk többitagjára még várniuk kellett. De az ezután jött silány minőségű fellépések, és a folyamatos rossz hangulat miatt Pava és Loša vitába keveredett, ami Pava zenekarból való kilépésével végződött. Ezek után Loša megkereste a menedzsert, Malkolm Muharemet, aki előzőleg már dolgozott együtt az Elvis J. Kurtovich and His Meteors nevű zenekarral, és elintézte, hogy vegyenek fel a Plavi Orkestarral (bár ha pontosak akarunk lenni ezt nem mondhatjuk mivel technikailag abban a pillanatban nem létezett az együttes) pár demót Zágrábban, Parni Valjak, Husein Hasanefendić, és Rastko Milošev közreműködésével. Ott Loša elérte, hogy a Jugoton, az ország legismertebb lemezkiadója felfigyeljen a zenekarára, és sikerült aláírnia egy előszerződést velük. Ennek a történésnek hatására tért vissza Pava a zenekarba.

### Az albumok
1985 elején, a zenekar első albuma a Soldatski bal (Katonák bálja), a SIM stúdióban lett felvéve, Zágrábban. Ettől az albumtól kezdve olyan népszerű slágereik születtek, mint a „Suada”, „Medena curice”(Méz lány), „Odlazi nam raja”(A barátaink elmennek), „Bolje biti pijan nego star”(Jobb részegnek lenni, mint öregnek), "Goodbye Teens"(Viszlát tinédzserek), és a cím adó dal, "Soldatski bal"(Katonák bálja). Az dalok szövegei Loša katonaságban szerzett élményein alapultak .A második albumuk, a „Smrt Fašizmu” (Halál a Fasisztákra) kiemelkedő sikert ért el, több mint 300,000 eladott példánnyal Jugoszláviában, és gyémánt minősítéssel, 1986-ban. Ebből az albumból olyan slágerek kerültek ki, mint a „Fa, fa fašista nemoj biti ti”, „Puteru Puteru”, "Sava Tiho Teče", „Zelene su bile oči te”, és „Kad si sam druže moj”.
1989-ben jött a „Sunce na prozoru” ami szintén a zenekar egy nagy sikerű albuma lett, mégpedig a harmadik. Itt olyan sikerszámok szerepeltek, mint a „Kaja” és a „Proljeće”. Az 1991-es kiadású „Simpatija” című albumuk volt az utolsó, amit Jugoszláviában adtak ki (miután az felbomlott). Ezen volt az ő saját verziójuk a Mamas and Papas, „California Dreaming” című számának („Ljubi se Istok i Zapad” néven), ami a mai napig nagyon népszerű a volt-Jugoszláv területeken. 1998-ban tértek vissza, amikor is kiadták a „LongPlay” című albumukat, ami olyan dalokat tartalmazott, mint „Ako su to bile samo laži” és „Od rođendana do rođendana”. Ezután az „Infinity” jött 1999-ben, amelyben olyan számok voltak, mint az „Odlazim”, „Djevojka iz snova” és „Pijem da je zaboravim”. Az „Infinity”-t a „Sedam” követte 2011-ben.

## Albumaik
- Soldatski bal (1985)
- Smrt fašizmu (1986)
- Sunce na prozoru (1989)
- Simpatija (1991)
- Long Play (1998)
- Infinity (1999)
- Sedam (2011)

## Fordítás
Ez a szócikk részben vagy egészben  a   Plavi orkestar című angol Wikipédia-szócikk ezen változatának fordításán alapul.  Az eredeti cikk szerkesztőit annak laptörténete sorolja fel. Ez a jelzés csupán a megfogalmazás eredetét és a szerzői jogokat jelzi, nem szolgál a cikkben szereplő információk forrásmegjelöléseként.